# Vickers Type 131 Valiant
Il Vickers Valiant, in inglese Valoroso, era un biplano realizzato dall'azienda britannica Vickers Limited nella seconda metà degli anni venti del XX secolo.
Progettato, con la sigla di fabbrica Type 131, per l'utilizzo sia come bombardiere che come ricognitore o osservatore, non fu in grado di esprimere prestazioni soddisfacenti e venne prodotto in un solo esemplare che venne acquistato dell'aeronautica cilena.

## Storia del progetto
Nel corso del 1926, parallelamente al progetto del Vivid (una versione del precedente Vixen, dotato di struttura interamente metallica), la Vickers realizzò un velivolo multiruolo nell'intenzione di dar vita ad un sostituto del de Havilland DH.9 per la Royal Air Force.
In particolare questo nuovo progetto si distingueva da quello del Vixen per l'impiego di un motore radiale e per la struttura metallica delle ali in quanto la struttura lignea del predecessore si era dimostrata vulnerabile alle condizioni estreme (temperatura ed umidità) incontrate durante l'impiego nei reparti dell'aeronautica cilena.
Quando, nel corso del 1927, l'Air Ministry emise la specifica (n°26/27) con la quale si richiedeva lo sviluppo di proposte per la sostituzione del DH.9, questa prevedeva (nell'obbiettivo di contenere la spesa) che il progetto in questione dovesse presentare elementi costruttivi comuni con il DH.9, condizione che avrebbe permesso di sfruttare i pezzi di ricambio già presenti nei magazzini della RAF.
Il Valiant, non rispettando la caratteristica costruttiva richiesta, non ottenne il contratto per la produzione del prototipo, tuttavia i vertici della Vickers optarono per procedere comunque alla realizzazione, a proprie spese, di un singolo esemplare da sottoporre a prove di valutazione in comparazione con gli altri velivoli realizzati in risposta alle richieste dell'Air Ministry.
Il Valiant venne portato in volo il 5 marzo del 1927 e venne successivamente impegnato in una serie di confronti con il Bristol Beaver, i Fairey III e Ferret, il Gloster Goral ed il Westland Wapiti; il Valiant, unitamente ai due Fairey ed al Wapiti, venne inviato ad un reparto per un approfondimento valutativo che si concluse con la scelta del Wapiti quale vincitore della selezione. Il Valiant, il cui costo era il 30% più elevato di quello del velivolo della Westland, mise in luce problemi di stabilità che lo fecero considerare poco adeguato, in particolare al ruolo di bombardiere.
Successivamente il Valiant fu trasferito via nave in Cile nel 1928 per una prova dimostrativa, poiché il Servició de Aviación Militar de Chile era alla ricerca di un sostituto per i propri Vixen. La dimostrazione non sfociò in alcun ordine di produzione, tuttavia le autorità cilene acquistarono il prototipo che venne impiegato in qualità di addestratore. La sua carriera ebbe comunque vita breve, poiché andò distrutto in un incidente occorso il 20 marzo del 1929.

## Tecnica
Il Type 131 Valiant era un biplano dalla struttura interamente metallica; l'ala superiore aveva dimensioni maggiori rispetto a quella inferiore e si trovava leggermente più avanzata verso il muso del velivolo. Gli impennaggi erano di tipo tradizionale, con lo stabilizzatore orizzontale collocato alla base della deriva.
I due membri dell'equipaggio erano disposti in due abitacoli scoperti, disposti in tandem; tra loro separati, erano tuttavia molto ravvicinati al fine di agevolare le comunicazioni tra il pilota e l'osservatore/mitragliere.
Il carrello d'atterraggio era fisso, disposto sotto la sezione anteriore della fusoliera (poco prima del bordo d'entrata dell'ala inferiore); posteriormente era presente un pattino d'appoggio disposto all'estremità della fusoliera.
Il motore era il radiale a 9 cilindri Bristol Jupiter VI, che sviluppava una potenza di 492 hp (pari a circa 298 kW); la configurazione radiale del motore costituiva una delle principali distinzioni rispetto al progenitore Vixen.
L'armamento era costituito da due mitragliatrici Vickers calibro .30 in: una sparava (mediante sincronizzatore) attraverso il disco dell'elica mentre l'altra era alloggiata nell'abitacolo posteriore, a disposizione dell'osservatore. Il progetto prevedeva, inoltre, la possibilità di trasportare fino a 500 lb (pari a 227 kg) di bombe, in rastrelliere disposte sotto le semiali.

## Utilizzatori
Cile
- Servició de Aviación Militar de Chile